# Władysław Byszewski
Władysław Byszewski (ur. 20 listopada 1922 w majątku Słupia w woj. świętokrzyskim, zm. 15 kwietnia 2019) – polski hodowca koni, trener, sędzia międzynarodowy zawodów jeździeckich i jeździec; mgr inż. rolnictwa i hodowli. Wielokrotny mistrz Polski w skokach przez przeszkody (1954, 1956, 1958, 1961). Największe sukcesy osiągnął na koniu Besson, koniu 25-lecia w sporcie wyczynowym.

## Życiorys
Urodził się 20 listopada 1922 w Słupi, w rodzinie Ludwika Byszewskiego h. Jastrzębiec (1891–1972) i Zofii z Dreckich (1892–1976). Miał siostry-bliźniaczki Annę po mężu Ostrowska (1924–1998) i Zofię po mężu Morawska (1924–2005). Szkołę średnią ukończył na tajnych kompletach w rodzinnym domu. Studia na wydziale rolnym, rozpoczęte w konspiracji, ukończył na Uniwersytecie Jagiellońskim w Krakowie w 1947, otrzymując tytuł mgr. inż. rolnictwa i hodowli. W 1948 rozpoczął pracę w Stadninie Koni w Kozienicach, gdzie pracował do 1950. Został asystentem Ryszarda Zoppiego, zdobywając doświadczenie w pracy z końmi pełnej krwi angielskiej, poznając również specyfikę selekcji tych koni na torze wyścigowym. W lutym 1950 zostaje powołany na stanowisko kierownika Stadniny Koni Moszna.
W Mosznej postawił sport jeździecki na najwyższym poziomie i od pierwszych dni pracy każdego dnia prowadził treningi, ucząc młodych masztalerzy jazdy konnej. Norbert Wieja, Marian Gorzym, Gerard Geisler, Marek Małecki i Rudolf Mrugała reprezentowali Polskę, zdobywali medale Mistrzostw Polski, uczestniczyli w igrzyskach olimpijskich, Mistrzostwach Świata, Mistrzostwach Europy w WKKW (Marek Małecki), Mistrzostwach  Europy (Norbert Wieja v-mistrz Europy Juniorów), Rudolf Mrugała (Mistrzostwa Europy, Finał Pucharu  Świata). Był trenerem jeździeckiej kadry olimpijskiej na igrzyska olimpijskie  w Monachium w 1972, gdzie startował  Marek Małecki.
Wiele kadencji zasiadał w Zarządzie Polskiego Związku Jeździeckiego (PZJ), pełniąc przeważnie funkcję V-Prezesa ds. sportu. Był założycielem i prezesem Ludowego Klubu Jeździeckiego w Mosznej oraz zasiadał we władzach Okręgowego Związku Jeździeckiego w Opolu. Za działalność w PZJ Władysław Byszewski otrzymał tytuł Honorowego Członka PZJ. Był zapalonym myśliwym.
Przez wiele lat pełnił funkcję sędziego, specjalizując się w dyscyplinie WKKW, uzyskując najwyższe międzynarodowe uprawnienia – sędziego oficjalnego. Dzięki swojej osobowości, a przede wszystkim fachowości był zapraszany w charakterze sędziego na największe zawody międzynarodowe w WKKW rozgrywane w Europie i w USA. Przez kilka lat był członkiem Komisji WKKW, działającej w strukturach Międzynarodowej Federacji Jeździeckiej (FEI).
Od 28 czerwca 1960 był mężem Grażyny Krystyny z Chełmickich (1924–2004).
Zmarł 15 kwietnia 2019. Pochowany na cmentarzu Wawrzyszewskim.

## Ordery i odznaczenia
- Krzyż Komandorski Orderu Odrodzenia Polski (17 listopada 1999)[8]
- Krzyż Oficerski Orderu Odrodzenia Polski
- Krzyż Kawalerski Orderu Odrodzenia Polski
- Brązowy Krzyż Zasługi z Mieczami[6]
- Krzyż Armii Krajowej[9]
- Odznaka „Zasłużony Mistrz Sportu” (1960)[9]
- Wielka Złota Honorowa Odznaka Jeździecka nr 1[5]